# José Manuel Rojas
José Manuel Rojas, né le 23 juin 1983 à Talagante, est un footballeur chilien qui évolue au poste de défenseur.

## Palmarès
avec l'Universidad de Chile
- Champion du Chili en 2004 (tournoi d'ouverture), 2009 (tournoi d'ouverture), 2011 (tournoi d'ouverture), 2011 (tournoi de clôture) et 2012 (tournoi d'ouverture)
- Vainqueur de la Coupe du Chili en 2013
- Vainqueur de la Copa Sudamericana en 2011
- Finaliste de la Recopa Sudamericana en 2012
- Finaliste de la Coupe Suruga Bank en 2012